# ズルジーニョ
ズルジーニョ（Zuluzinho、1978年5月19日 - ）は、ブラジルの男性総合格闘家。マラニョン州サン・ルイス出身。B-TOUGH所属。
一般的には「ズール」と呼ばれており、レイ・ズールを父に持つ。

## 来歴
ブラジル格闘技界で挙げたとされる35戦全勝という戦績があるが、公式な記録としては残っていない。
2005年10月23日、PRIDE初参戦となったPRIDE.30で戦闘竜と対戦し、グラウンドの膝蹴りでTKO勝ちを収めた。
2005年12月31日、PRIDE 男祭り 2005でエメリヤーエンコ・ヒョードルと対戦し、26秒でパウンドによるギブアップ負け。
2006年5月5日、PRIDE 無差別級グランプリ 2006 開幕戦の無差別級グランプリ1回戦でアントニオ・ホドリゴ・ノゲイラと対戦し、腕ひしぎ十字固めで一本負け。
2007年4月8日、PRIDE.34でバタービーンと対戦し、V1アームロックで一本負け。
2007年12月31日、K-1 PREMIUM 2007 Dynamite!!でミノワマンと対戦し、タオル投入でTKO勝ち。

## 戦績
| 総合格闘技 戦績 | 総合格闘技 戦績 | 総合格闘技 戦績 | 総合格闘技 戦績 | 総合格闘技 戦績 | 総合格闘技 戦績 | 総合格闘技 戦績 |
| --------------- | --------------- | --------------- | --------------- | --------------- | --------------- | --------------- |
| 12 試合         | (T)KO           | 一本            | 判定            | その他          | 引き分け        | 無効試合        |
| 6 勝            | 5               | 1               | 0               | 0               | 0               | 0               |
| 6 敗            | 2               | 4               | 0               | 0               | 0               | 0               |

| 勝敗 | 対戦相手                             | 試合結果                          | 大会名                                                            | 開催年月日     |
| ×    | ジェロニモ・ドス・サントス           | 2R 0:22 KO（パンチ）              | Fusion Combat                                                     | 2008年12月14日 |
| ×    | ギリェルメ・シウバ・ドス・アンジョス | 1R 3:52 ギブアップ（パンチ連打）  | Desafio de Gigantes 10                                            | 2008年7月6日   |
| ×    | イブラヒム・マゴメドフ               | 1R TKO（パンチ連打）              | fightFORCE: Russia vs. The World                                  | 2008年4月19日  |
| ○    | ミノワマン                           | 3R 2:13 TKO（タオル投入）         | K-1 PREMIUM 2007 Dynamite!!                                       | 2007年12月31日 |
| ○    | ウラジーミル・クシェンコ             | 1R 2:14 チョークスリーパー        | BodogFight: USA vs. Russia                                        | 2007年11月30日 |
| ×    | バタービーン                         | 1R 2:35 V1アームロック            | PRIDE.34                                                          | 2007年4月8日   |
| ×    | アントニオ・ホドリゴ・ノゲイラ       | 1R 2:17 腕ひしぎ十字固め          | PRIDE 無差別級グランプリ 2006 開幕戦 【無差別級グランプリ 1回戦】 | 2006年5月5日   |
| ×    | エメリヤーエンコ・ヒョードル         | 1R 0:26 ギブアップ（パウンド）    | PRIDE 男祭り 2005 頂-ITADAKI-                                     | 2005年12月31日 |
| ○    | 戦闘竜                               | 1R 1:31 TKO（グラウンドの膝蹴り） | PRIDE.30 STARTING OVER                                            | 2005年10月23日 |
| ○    | ラファル・ダブロフスキ               | 2R 2:04 KO（パンチ）              | Cage Warriors: Strike Force 2                                     | 2005年7月16日  |
| ○    | ファビオ・ブラック                   | 1R 1:20 KO                        | World Combat 3                                                    | 2005年5月13日  |
| ○    | ジュニオール・エラジオ               | 1R 0:37 TKO（パンチ連打）         | Desafio de Gigantes 2                                             | 2004年3月13日  |

## 父親
ズール家はもともとブラジル国内では有名な格闘一家であったと言われている。ところが、ズルジーニョの父レイ・ズールがヒクソン・グレイシーに敗れたことにより、ズール家は没落した。貧困に喘ぐ現在の状況を打開する為にズルジーニョは闘っている（ファイトマネーは全額家に仕送りしていると言う）。